# Mixtla
Mixtla är en kommun i Mexiko.   Den ligger i delstaten Puebla, i den sydöstra delen av landet, 140 km öster om huvudstaden Mexico City. Antalet invånare är 2 216. Arean är 9,4 kvadratkilometer.
Terrängen i Mixtla är en högslätt.
Följande samhällen finns i Mixtla:
- San Simón Coatepec